# Tenuiphantes herbicola
Tenuiphantes herbicola là một loài nhện trong họ Linyphiidae.
Loài này thuộc chi Tenuiphantes. Tenuiphantes herbicola được Eugène Simon miêu tả năm 1884.